# Apramicină
Apramicina (denumită și nebramicină II) este un antibiotic din clasa aminociclitolilor, fiind utilizat în tratamentul unor infecții bacteriene. Compusul este aprobat doar pentru uz veterinar. Este produs de bacteria Streptomyces tenebrarius.